# Martin Riedmiller

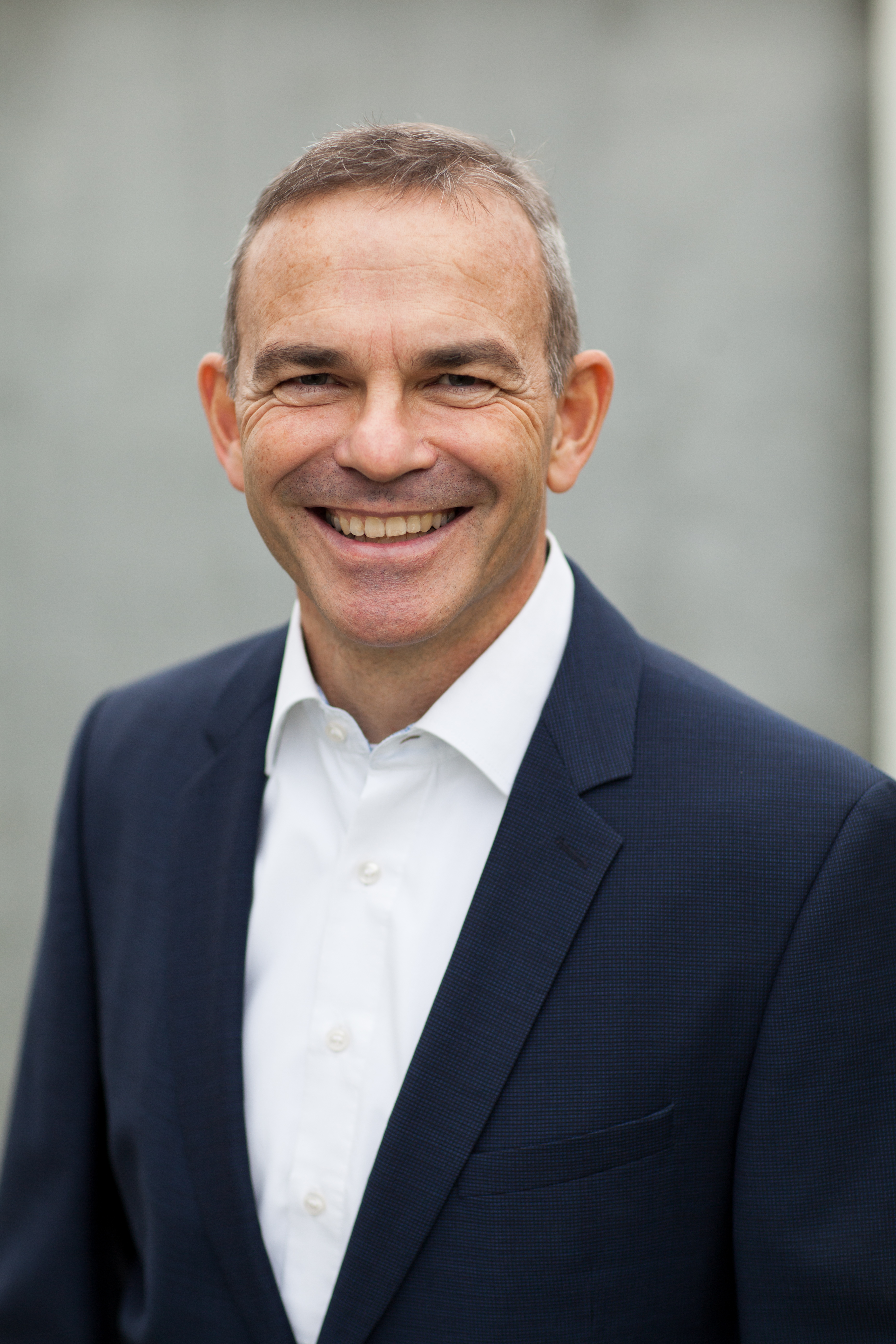
Martin Riedmiller (2021)

Martin Riedmiller (* 1966 in Spaichingen) ist ein deutscher Informatiker und Wissenschaftler mit Schwerpunkt Künstliche Intelligenz und Maschinelles Lernen. Seit 2015 ist er leitender Wissenschaftler bei der Alphabet-Tochter DeepMind. Davor war er an den Universitäten Dortmund, Osnabrück und Freiburg als Hochschullehrer für Neuroinformatik und Maschinelles Lernen tätig.

## Werdegang
Riedmiller studierte Informatik an der TH Karlsruhe und schloss 1992 mit einer Arbeit über ein neuartiges Lernverfahren für neuronale Netze (Rprop) ab. Seine Promotion zum Thema Selbständig lernende neuronale Steuerungen erfolgte 1996 ebenfalls in Karlsruhe am Lehrstuhl Wolfram Menzels.
Von 2002 bis 2015 war er Professor für Neuroinformatik und Maschinelles Lernen zunächst an der TU Dortmund (bis 2003), an der Universität Osnabrück (bis 2009) und schließlich an der Albert-Ludwigs-Universität in Freiburg (bis 2015). Während dieser Zeit erfolgten mehrere Forschungsaufenthalte, unter anderem an der Carnegie Mellon University, an der University of Southern California, an der Stanford University und bei der Commonwealth Scientific and Industrial Research Organisation (CSIRO).
2010 gründete er die Cognit GmbH, Labor für lernende Maschinen, eines der ersten KI-Start-Ups mit Schwerpunkt „selbstlernende Systeme“. Seit April 2015 ist er leitender Wissenschaftler bei der Alphabet-Tochter DeepMind.
Zentrale Beiträge Riedmillers sind Arbeiten zur Verbesserung des überwachten Lernens in neuronalen Netzen (Rprop, 1992) und dem daten-effizienten Reinforcement Lernen (Neural Fitted Q Iteration, 2005; Scheduled-Auxiliary-Control, 2018; Collect and Infer, 2021). Im Fokus seiner Forschung steht dabei zentral die praktische Realisierbarkeit lernender Systeme, insbesondere mit Anwendungsbezug in der Regelungstechnik und Robotik. Sein Roboterfußball-Team „Brainstormers“ nahm von 1998 bis 2008 erfolgreich an den internationalen RoboCup-Weltmeisterschaften teil und konnte in dieser Zeit unter anderem fünf Weltmeistertitel und mehrere wissenschaftliche Auszeichnungen gewinnen.

## Schriften
- Vom Byte zur Action. Assembler Kurs für den ZX 81, Computronic Journal Januar/Februar, 1986
- mit H. Braun: A direct adaptive method for faster backpropagation learning: The Rprop algorithm, ICNN 1993
- Selbständig lernende neuronale Steuerungen, Dissertation Karlsruhe, 1996
- mit S. Riedmiller: A Neural Reinforcement Learning Approach to Learn Local Dispatching Policies in Production Scheduling, IJCAI 1999
- Neural Fitted Q Iteration – first experiences with a data-efficient neural reinforcement learning method, ECML, 2005
- mit V. Mnih et al.: Human-level control through deep reinforcement learning, Nature, 2015
- mit R. Hafner et al.: Learning by Playing – Solving Sparse Reward Tasks from Scratch, PMLR 2018
- mit J. Wülfing et al.: Adaptive Long-term Control of Biological Neural Networks with Deep Reinforcement Learning, Neurocomputing, 2019
- mit T. Springenberg, N. Heess, R. Hafner: Collect and Infer – a fresh look at data-efficient Reinforcement Learning, CoRL, 2021

## Ehrungen und Auszeichnungen
- Eintrag in das Goldene Buch der Stadt Osnabrück, 2006
- Forschungspreis der Universität Osnabrück, 2006
- Eintrag in das Gästebuch der niedersächsischen Landesvertretung, 2007, auf Einladung von MP Christian Wulff
- Distinguished Scientist Visiting Grant, CSIRO, Sydney, 2011